# Индуно Олона
Индуно Олона (на италиански: Induno Olona) е град и община в Италия, в северозападната част на Ломбардия, на приблизително 50 км северозападно от Милано, в провинция Варезе. Към декември 2017 година градът има население 10 266 души.
Градът е родно място на архитект Рикардо Тоскани (р. 1957 г.) – уважаван и почитан в Бургас за създадените от него сгради в града и неговия племенник Марио Тоскани (р. 1886) – проектант, спомогнал за архитектурната визия на град Раковски.